# Panyindangan (Pakenjeng)
Panyindangan is een bestuurslaag in het regentschap Garut van de provincie West-Java, Indonesië. Panyindangan telt 5636 inwoners (volkstelling 2010).